# Е
« Yé (cyrillique) » redirige ici. Ne pas confondre avec les lettres latines E, petite capitale E ‹ ᴇ ›, la lettre tibétaine ja ‹ ཇ › ou la lettre grecque epsilon ‹ Ε ε ›.
Cette page contient des caractères spéciaux ou non latins. S’ils s’affichent mal (▯, ?, etc.), consultez la page d’aide Unicode.

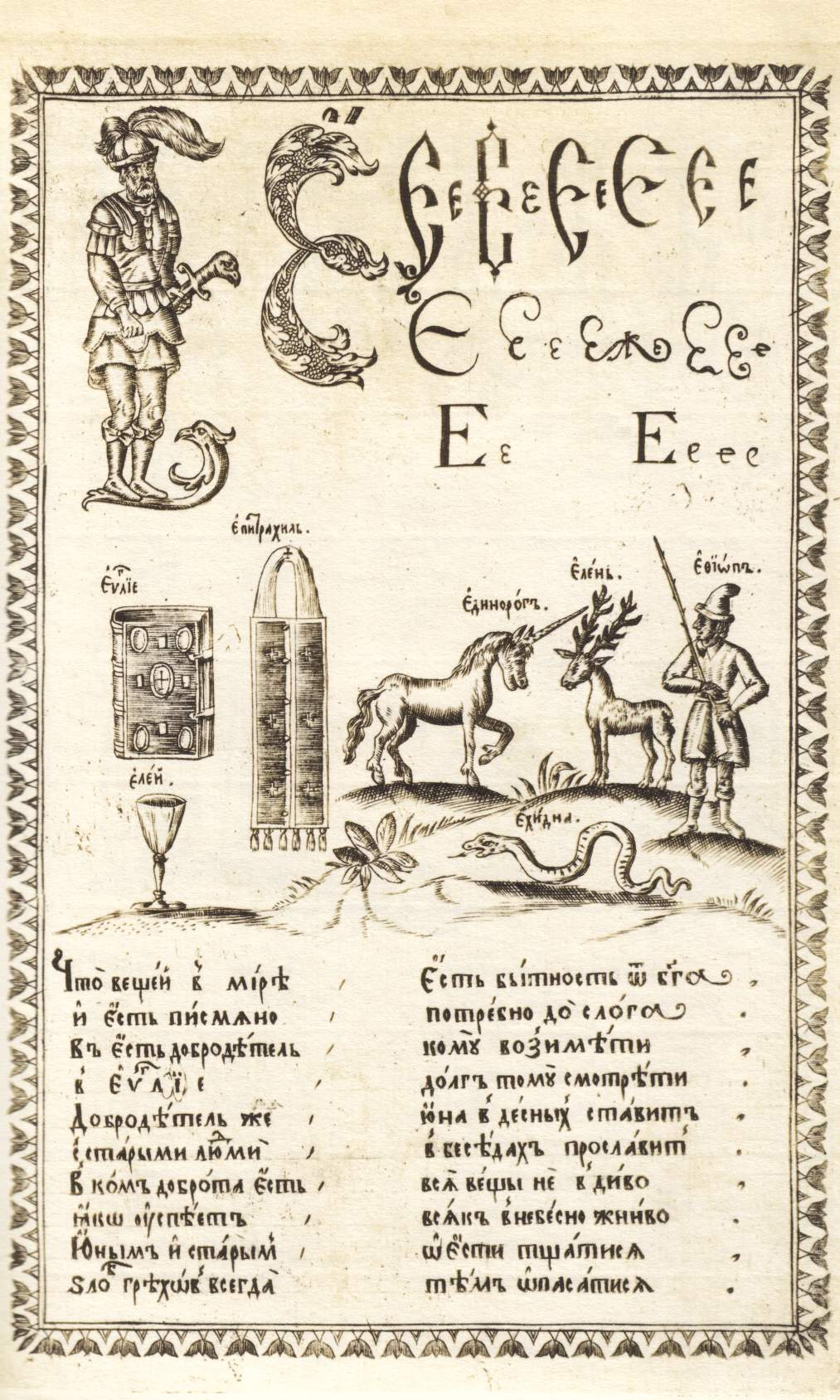
Les formes du ié dans l’Alphabet de Karion Istomin de 1694.

Ye, Ie ou E (capitale Е, minuscule е) est une lettre de l'alphabet cyrillique.

## Linguistique
- En bulgare, macédonien, serbe et ukrainien, elle est appelée E et représente une voyelle moyenne supérieure antérieure non arrondie (/e/ en API) ou une voyelle moyenne inférieure antérieure non arrondie (/ɛ/).
- En biélorusse et en russe, elle est appelée Ye (Ie) et est une voyelle palatalisante : elle palatalise la lettre qui la précède. Le son qu'elle représente n'est en revanche pas différent de celui rencontré en bulgare ou en ukrainien.

## Histoire
La lettre ye dérive de la lettre grecque epsilon.

## Diacritiques
La lettre Е peut-être munie de diacritiques dans l'écriture d'un certain nombre de langues utilisant l'alphabet cyrillique :
- Ӗ : Е avec brève (tchouvache)
- Ё : Yo, Io, Е avec tréma (russe, biélorusse, tchouvache, kazakh, mongol)

## Curiosité
La forme adjectivale russe длинношеее (« au long cou », au neutre) comporte trois ‹ е › consécutifs.

## Représentation informatique
- Unicode :
  - Capitale Е : U+0415
  - Minuscule е : U+0435